# 히다카정 (효고현)
히다카정(日高町)은 효고현 기노사키군에 설치되었던 정이다.
2005년 4월 1일 도요오카시 및 기노사키군 기노사키정, 다케노정, 이즈시군 이즈시정, 단토정과 대등 합병해 새로운 도요오카시가 되었기 때문에 소멸하였다. 

## 역사
- 1889년 4월 1일 - 정촌제 시행과 함께 게타군 13개 촌의 구역을 확대해 히다카촌이 성립하였다.
- 1896년 4월 1일 - 정으로 승격해 히다카정이 되었다.
- 1955년 2월 1일 - 야부군 슈쿠나미촌을 편입하였다.
- 1955년 3월 25일 - 고쿠후촌, 야시로촌, 미카타촌, 니시키촌, 기요타키촌과 합병해 새로운 히다카정이 성립하였다.
- 1958년 1월 1일 - 오아자 가미사노가 도요오카시에 편입되었다.
- 2005년 4월 1일 - 도요오카시, 기노사키군 기노사키정, 다케노정, 이즈시군 이즈시정, 단토정과 합병해 새로운 됴요오카시가 성립하였다. 동일 히다카정은 폐지되었다.

## 교통

### 철도
- 서일본 여객철도 산인 본선

### 도로
- 국도 제312호선 (일본)(일본어판)
- 국도 제482호선 (일본)(일본어판)